# Tahuenambo
Tahuenambo är en ort i Mexiko.   Den ligger i kommunen Ario och delstaten Michoacán de Ocampo, i den södra delen av landet, 280 km väster om huvudstaden Mexico City. Tahuenambo ligger 681 meter över havet och antalet invånare är 109.
Terrängen runt Tahuenambo är kuperad åt sydväst, men åt nordost är den bergig. Tahuenambo ligger nere i en dal. Runt Tahuenambo är det glesbefolkat, med 20 invånare per kvadratkilometer. Närmaste större samhälle är La Huacana, 8,5 km sydväst om Tahuenambo. I omgivningarna runt Tahuenambo växer huvudsakligen savannskog.